# Isola Baccalieu
L'isola Baccalieu è una piccola isola disabitata situata nell'estremità settentrionale di Conception Bay, vicino alla comunità di Red Head Cove, in Canada. È separata dall'isola di Terranova da un piccolo stretto, il Baccalieu Tickle.
Il nome Baccalieu deriva sia dal portoghese bacalhau, che dallo spagnolo bacalao, che dal basco baccalos, tutte espressioni il cui significato è "baccalà". È conosciuta dagli Europei almeno dal 1556, quando fu segnata su una mappa di Giacomo Gastaldi con il nome di Bacalaos..

## Geografia
L'isola ha una superficie di 5 km², una lunghezza di 6,3 km per una larghezza di 1 km. Il punto in cui l'isola raggiunge la sua massima altitudine si trova a 137 metri s.l.m.. L'isola è percorsa da una successione di valli e rilievi rocciosi, i cui punti più alti si trovano alle estremità nord e sud. Le scogliere che circondano l'isola hanno un'altezza media di circa 90 metri. Il sottosuolo è composto da rocce femiche risalenti al Precambriano, il tutto ricoperto da tillite del Pleistocene.

### Fauna
L'isola Baccalieu fa parte della Baccalieu Island Ecological Reserve che include l'isola e una parte di oceano circostante, per un totale di circa 23 km².
Baccalieu è la più grande isola abitata da uccelli marini di tutta Terranova; essa ospita la più grande colonia di uccello delle tempeste codaforcuta del mondo, oltre ad essere un'area di nidificazione delle seguenti specie:
- Pulcinella di mare
- Gabbiano tridattilo
- Sula bassana
- Fulmaro
- Uria nera
- Uria
- Uria di Brünnich
- Gazza marina
- Gabbiano reale americano
- Mugnaiaccio

D'inverno l'isola ospita anche una ricca popolazione di edredoni.

### Flora
Una foresta composta da Picea laxa, Picea mariana e Abies balsamea copre il 34% dell'isola; un altro 38% è ricoperto da una spoglia foresta di A. balsamea; un altro 2% da un boschetto di Rhododendron groenlandicum, Kalmia angustifolia, Vaccinium ed Empetrum nigrum. Il resto (17%) è coperto di torbiere e licheni.